# Јован Арсеновић
Јован Арсеновић (рођен 1945) српски je вајар.

## Биографија
Рођен је 1945. године у Земуну. Дипломирао је вајарство на Факултету ликовних уметности Универзитета уметности у Београду 1972. Током студија је путовао у Лондон. Самостално је излагао у Земуну 1974. године. Учествовао је на групној изложби у Ечкој 1969, Јесењој изложби УЛУС-а 1972. и 1973, Пролећној изложби УЛУС-а 1973. и 1974, Октобарском салону 1972. и 1973, изложби „Простор” 1972. и изложби „Скулптура у слободном простору” 1973. Бави се израдом скулптура у дрвету, мозаика, графика и слика. Урадио је петнаестак фризова у дубоком рељефу на стубовима у Храму Светог Саве у Београду. За графику је награђен у Хагу, урадио је серију графика о „Икару” и о „Вуковима”.